# Teoria de Brill-Noether
Na geometria algébrica, a teoria de Brill-Noether, introduzida por Alexander von Brill e Max Noether, é o estudo dos divisores especiais, certos divisores em uma curva C que determinam funções mais compatíveis do que seria previsto. Na linguagem clássica, os divisores especiais se movem na curva em um sistema linear de divisores "maior que o esperado".
Consideramos uma curva suave projetiva sobre os números complexos (ou sobre algum outro corpo algebricamente fechado).
A condição de ser um divisor especial D pode ser formulada em termos de coomologia de feixe, como o não-nulo da coomologia H1 do feixe de seções do feixe invertível ou fibrado de linha associado a D. Isso significa que, pelo teorema de Riemann–Roch, a cohomologia H0 ou espaço de seções holomorfas é maior do que o esperado.
Alternativamente, pela dualidade de Serre, a condição é que existam diferenciais holomórficos com divisor ≥ –D na curva.

## Principais teoremas da teoria de Brill-Noether
Para um dado gênero g, o espaço de módulos para as curvas C do gênero g deve conter um subconjunto denso que parametrize essas curvas com o mínimo na forma de divisores especiais. Um dos objetivos da teoria é 'contar constantes', para essas curvas: prever a dimensão do espaço de divisores especiais (até a equivalência linear) de um dado grau d, como uma função de g, que deve estar presente em um curva desse gênero.
A declaração básica pode ser formulada em termos da variedade Picard Pic(C) de uma curva suave C, e o subconjunto de Pic(C) correspondente às classes de divisores de divisores D, com valores dados d de deg(D) e r de l(D) – 1 na notação do teorema de Riemann–Roch. Existe um limite inferior ρ para a dimensão dim(d, r, g) deste subesquema em Pic(C) :
{\displaystyle \dim(d,r,g)\geq \rho =g-(r+1)(g-d+r)}
chamado de número Brill-Noether. 
- Eric Larson e Isabel Vogt (2022) provaram que se ρ ≥ 0 então existe uma curva C interpolando por n pontos gerais em {\displaystyle \mathbb {P} ^{r}} se e apenas se {\displaystyle (r-1)n\leq (r+1)d-(r-3)(g-1),} exceto em 4 casos excepcionais: (d, g, r) ∈ {(5,2,3),(6,4,3),(7,2,5),(10,6,5)}. [1] [2]